# 天からトルテ!
『天からトルテ!』（てんからトルテ、英語表記 10 CARAT TORTE! ）は、近藤るるるの漫画作品。週刊ファミ通1996年8月9日号から2001年12月28日号まで、約5年半に渡って連載された。全264話。単行本全14巻、新装版全6巻。

## あらすじ
魔女が空から降ってきた!?
ある朝、株式会社アスキー（現エンターブレイン）・ファミ通編集部アルバイトであるウニこと海原慧太（うみはらけいた）の元に、魔女っ娘・トルテが降って来る。「人間界で初めて触れた人に仕えて修行する」しきたりのため、トルテはウニの下で修行することになる。
そしてトルテの他にも、いじめっ子魔女のプディング、のんびり屋だがどこかが怖いマカロン、優等生のエクレア、魔女王の娘のグラニテ、そして魔女の天敵・天使までもが集まり、編集部は今日も大騒ぎ!

## 舞台
実際のファミ通編集部を舞台にしている。そのため、編集部の引越しなど各種イベントは作中にも反映されている。登場する編集部員も実在する同名の編集部員を元に描いており、現実味がある。
また、作中では触れられていないが、連載中にアスキーからエンターブレインが分社化され、2000年4月から出版元がエンターブレインになったので、それ以降の連載では社名その他がさりげなく修正されている。
トルテの住むウニの家のモデルは東京都調布市の京王電鉄調布駅前にあり、たびたび周辺が登場する。

## 概要
作者の前作『だんぜんコースケ!』の終了とほぼ同時に企画され、魔女っ子モノというジャンルは近藤側からの提案。担当からのゲームや編集部をからめたいという提案を取り入れて内容が決定した。タイトルは福田有宵氏にアドバイスを貰って決められた。
雑誌編集者と魔女の少女との周囲に巻き起こる騒動をコミカルに描いており、ゲーム誌に連載していたため、セガバンダイがどうの、と言う様な時事ネタも盛り込まれている。
掲載誌の関係上、綴じ方向が通常の、いわゆる「漫画綴じ」とは逆になっており、台詞などがすべて横書きになっている。トルテが人間界に降り立つまでの「魔女界」でのエピソードを描いた『天からトルテ!×3』もファミ通ブロスで連載され、全1巻で単行本が発売されている。
また、同作者の別作品『ハイパーあんな』のキャラクターも登場した。
人気もあり、映像化のオファーも来ていたが、ファミ通本誌のリニューアルに伴い終了された。
最終14巻のあとがきにて「物語自体はまだまだ続ける事ができるので、機会があれば再びトルテワールドを描いてみたいと思っています。」とコメントしており、連載終了から約14年半後のファミ通創刊30周年特大号（2016年6月16日増刊号）にて新作として第265話が掲載された。

## 登場人物
魔女や魔法使い、使い魔や天使の名前はお菓子や飲み物の名前から付けられている（例としてあげれば、魔女や魔法使いは洋菓子、使い魔は紅茶、天使は洋酒）。
括弧内は名前の由来となったお菓子や飲み物の名前。
担当声優はドラマCD版のキャスト。

### 魔女と魔法使い
魔女年齢の現段階での300歳が人間界での1歳に相当する。ゆえにトルテ達は幼く見えて3000歳を越えており、「3000年組」と呼ばれる。なお、魔女界が人間界との交流を断ち切る為にあえて違う時間軸を伴っていたため、年齢等にタイムラグが生じている。なので厳密には300歳が1歳に相当するとは言い切れない。基本的に一人称は自分の名前。3000年組は主に花のステッキで魔法を操っており、6000年組はステッキ無しで魔法が使える。
御奉仕カウンターと言うアイテムがあり、善い行いや御主人様が喜ぶ事をすると数値が上がり、悪い行いや御主人様に迷惑をかけると数値が下がる、ある期間までに一定以上の数値がないとせっかん（お仕置き）を受ける。数値が低くなるごとにせっかんの辛さもあがっていく（グラニテ以外は失敗ばかり）。

#### 魔女っ娘
トルテ（トルテ）
声 - 丹下桜
本作の主人公。天真爛漫な子供っぽい性格。「- ですの」が口癖で、魔法薬作りを得意とする。所有するステッキはヒマワリ。大のお姉ちゃん子。
魔女界での「人間界行き」の選考会でただ一人の合格者となる。人間界に転送されて早々、ウニこと海原慧太と衝突してしまい、「最初に触れた相手を主人とする」という決まりに従って彼をご主人様とし、慕う事に。将来的には大変な美女に成長するらしい。
プディング（カスタードプディング）
声 - 柊美冬
短気で暴れん坊な魔女。格闘魔法を得意とする。所有するステッキはチューリップで、フレイルと十手を兼ねた格闘武器でもある。
当初はトルテをいじめることを目的に人間界へやって来るも、強くて男気ある御主人様の勇栄に惚れ、修行をする事になる。かなり男勝りな性格で、男言葉で喋る。特撮戦隊ヒーローやTVゲームが大好き。ホウキに乗るのが苦手。エクレアとは犬猿の仲。
パラレルワールドでは優しい性格で、エクレアとも仲が良く、手芸や編み物が趣味。魔力増大キャンディーを食べ、大人の姿になったときは、佐倉並みかそれ以上のグラマラスな巨乳美女に変身する。
マカロン（マカロン）
声 - 大谷育江
のんびりとした気弱な性格の魔女。怒るととても怖い。彼女の恨みを10回買った時にはその相手を容赦なく不能にしていく。召喚魔法が得意。と言うより、召喚魔法以外の魔法はほとんど使えない。所有するステッキはマーガレット。佐倉をご主人様とし、彼女の元に訪れて以来は家事がまるで出来ない彼女に代わり、身の回りの世話を一手に引き受ける。
パラレルワールドではコギャル口調で早口で喋る。
エクレア（エクレア）
エリート意識を持った魔女。尊大で何事にもやる気のない性格だが、根は単純で優しい一面もある。魔法は得意不得意あまり無し。所有するステッキはパンジー。魔界通販にはまっており、その商品によって騒ぎを起こしてしまうことも度々ある。プディングとは犬猿の仲で、当初は修行にも興味はなかったが、些細な事故で勇栄の妹・美葉をご主人様としてしまった事で人間界で修行すると同時にプディングと同居することになる。シューのことが大好きで、トルテが彼の許嫁であることをよく思っておらず、人間時のニルギリをライバル視している。
パラレルワールドではプディングと仲が良く、お菓子作りが趣味。前述のプディングと同じキャンディーを食べて、スレンダーな美人に変身する。
グラニテ（グラニテ）
魔女王の娘、即ち姫様。優しい性格で、何でもそつなくこなすが、押しが少し弱い。生真面目さから来る心配性でよく物事を大袈裟に考えてしまい、それが原因で騒動を起こすことも。治癒魔法が得意で、テレポート等のレベルの高い魔法も使える。所有するステッキはユリ。
魔女界に居た頃は「次期女王」として非常に厳格な環境に置かれていた。トルテとはその頃から文通で交流を持っており、数少ない心休まる存在となっていた。そのトルテが「人間界行き」に選ばれた事を知り、自身も閉ざされた城を出て人間界に行くことを決意する。
パラレルワールドでは女王様のような性格で、後に風邪を拗らせ仕事ができなくなった本物のグラニテに代わり、現実世界で身代わりを務めた。また、攻撃魔法に長けており、みさいル小野を真っ二つに切り裂いている。

#### その他の魔女と魔法使い
サバラン（サヴァラン）
トルテの姉、優しい性格でチャームポイントは太い足。忙しい両親に代わってトルテを育てた事もあって非常に妹思いだが、本人に自覚はないもののトルテを甘やかして育てていた（ゆえにウニの元で自然に家事などを手伝うトルテを見て感激していた）。なお、トルテの持つ魔道書はトルテが人間界に出発する際、餞別にとして彼女が与えたもの。
両親の意向に反し「結婚」に興味を持たなかったが、訳合って人間界に降り立った際にウニに惹かれ、シューを経由して文通を始めることに。最終回及び後の作品によると、トルテと共にウニの家で同棲をしている模様。6000年組。
シュー（シュークリーム）
トルテの許嫁。人間界に降りた魔女達の監督役、兼魔女界の使者としてたびたび人間界を訪れる。クールな性格で、トルテにお熱だが、当のトルテにはあまり良く思われていなかった。黒装束と薔薇のブローチが特徴。
優秀な魔法使いだが、どこか抜けたところがあり、間が悪い事もあってよく佐倉にやられる事が多い。また、初登場時に勇栄と激しい対決を繰り広げて敗北し、その後は彼との間に友情が芽生えている。当初は「人間界」そのものに偏見を持っており、トルテ達の人間界行きにも猛反対していたが、何度か行き来しているうちに警戒が解け、後に天使達に操られた人間達に襲われそうになった使い魔達や、天使達に操られたウニと勇栄、佐倉を助ける。6000年組。
ムスカディーヌ
トルテ、プディング、マカロン、エクレアの魔法の師匠である魔女。トルテ達からは「ムー師匠」と呼ばれている。艶っぽい容姿と言動の持ち主で、ボケボケなところが目立つが、魅了（チャーム）の魔法の名手であるためか、生徒たちからは慕われている。初対面のグラニテには卑屈になるなど、権力に弱い一面も。
ドロップ（ドロップ）
魔界通販の配達屋、人間界にもホウキに乗って配達しに来てくれる便利屋さん。
名前は読者の公募で選ばれた。

### 使い魔
人間界で奉仕を行う魔女の補佐役。基本的には魔女にはオスの使い魔が、男の魔法使いにはメスの使い魔が付く。
御奉仕カウンターは使い魔の行動も影響するので、定期的にトルテが作ったクッキーで人間の姿になり、社会奉仕活動などをしてカウントアップの手助けをしている（しかし、トルテ達はその事を知らない）。
アッサム（アッサム）
トルテの使い魔の犬・オス。温和な性格だが、少し気の弱いところがある。トルテの人間界行きが決定した際にトルテに与えられた。文章が得意でタッチタイピングも出来るため、ファミ通誌上で普通に記事を書いており、アンケート1位を獲得したこともある。
人間時の名前（偽名）は犬山（いぬやま）。好物はフライドチキン。
モカ（モカ）
プディングの使い魔のペンギン・オス。荒々しい性格で、格闘技が得意。平穏な毎日に飽き刺激を求めていたところ、プディングが使い魔の選考に訪れ、ヒョウを一撃で倒せる強さを見せて選ばれた。
プディングに手を出したニルギリを打ち負かす為にトレーニングを積むが、少し頭が悪く、ココアに突っ込まれるまでペンギンの姿のままで人間の姿のニルギリに挑んできた。高槻流に弟子入りしたことがある。
人間時の名前は鳥越（とりごえ）。好物は生魚。
グリ（緑茶）
マカロンの使い魔の猫・オス。モカと気が合う。
人間時の名前は猫田（ねこた）。好物はアジのひらき。
セイロン（セイロンティー）
エクレアの使い魔のコウモリ・オス。生真面目で無口な性格。
人間時の名前は高森（たかもり、「こうもり」とも読める事から）。好物はフルーツ全般。
ココア（ココア）
グラニテの使い魔のフェレット・オス。お子様な性格でお菓子が大好き。人間の時も使い魔たちの中では、最も小柄な少年の姿をしている。純粋な性格から、他の使い魔（主にモカとグリ）から反感を買う事もある。
人間時の名前は伊達（だて、「いたち」とも読める事から）。好物は野ネズミ。
ニルギリ（ニルギリ）
シューの使い魔のカラス・メス。人間に変身した姿はシニヨンヘアに薔薇の模様が入ったチャイナドレスを着た色黒の美女（変身クッキーはアッサムからカツアゲしている）。カラスの習性で光物が大好き。主人であるシューのことが大好きで、彼の前では優秀な使い魔としてふるまうが、普段は関西弁の乱暴者。シューに好意を持つエクレアと彼の許婚であるトルテを目の敵にしている。

### ご主人様
「人間界で最初に見た（触れた）者をご主人様にする」という魔女界の掟により、ご主人様となった者たち。ちなみにこの掟自体は、最終的に撤廃され、自分達の好きな相手をご主人様に選べるようになった。
海原 慧太（うみはら けいた）
声 - 南央美
トルテのご主人様。ファミ通編集部のアルバイター。愛称「ウニ」。仕事をてきぱきこなし、料理も得意。誠実で温和な性格。人一倍の男気も持ち合わせている。
両親が人気俳優で、破天荒な振る舞いを苦々しく思っている。あまり女性に関心を持たず、佐倉の猛アタックにもまるで気付かなかったが、後にトルテの姉・サバランに一目惚れし、文通するようになる。
パラレルワールドでは極悪非道な性格で、周囲から恐れられる存在。
楼 勇栄（たかどの ゆうえい）
声 - 伊藤健太郎
プディングのご主人様。コミック編集部のアルバイター。無口で無表情な美男子。ウニとは大の親友同士。
食べる事しか考えておらず、女性にまるで興味が無いが、トルテの魔法で女になってしまったウニに対しては頬を赤らめている。非常に腕っぷしが強く、魔法使いであるシューとの一騎討ちに勝ってしまうほど。
パラレルワールドでは女性になっている。
佐倉 繭理（さくら まゆり）
声 - 長沢美樹
マカロンのご主人様。ファミ通編集部のアルバイターで、ウニの先輩。最初期のみセミロングヘアだったが、トルテが訪れたのをきっかけにショートヘアにした。明るく面倒見のいいしっかり者だが、家事が出来ない。マカロンのご主人様に選ばれてからは彼女に家事を任せきり。
重度のショタコンで、童顔のウニに好意を寄せる。巨乳が特徴。初期はウニと一緒に暮らすトルテをライバル視していた。何かと不幸気味。また、勇栄と並ぶ馬鹿力の持ち主で、シューやみさいル小野を幾度か殴り倒している。
パラレルワールドでは貧乳であり、本人はその事を気にしている様子。
楼 美葉（たかどの みは）
エクレアのご主人様。高校生で、勇栄の妹。極度の人見知りで、特に男性に近づかれたりすると気絶したりしてしまうほどの対人恐怖症（または男性恐怖症）。まともに話ができる相手はウニや勇栄など数人しかいなかったが、エクレアのご主人様となってから少しずつ勇気を身につけていく。
ブラコンで、兄である勇栄に当たり前のようにキスしたりしている。
天野 穎（あまの ほさき） / 疾風の銀二（はやてのぎんじ）
グラニテのご主人様。ファミ通編集部のアルバイター。ウニと勇栄の高校時代の後輩で、ある事情から二人を頼って編集部を訪れる。
関東最大の極道・天野組の組長の一人娘。実は二重人格で、裏に「疾風の銀二」なるヤクザの人格を持っているが、穎本人は銀二の人格がある事を知らず、銀二が出ている間の記憶は一切無い。
穎がピンチの時などには用心棒として出てくるもう一つの人格の銀二は凶悪な目付きにヤクザそのものな性格をした男性で、どこからともなく銃を取り出すことがある。
表向きは凶悪な性格の銀二だが、穎とは対照的に硬派な人物で、穎と記憶が繋がってることもあり、彼女の気持ち・記憶を理解する優しさを持ち合わせ、グラニテにも優しく接する。穎に危害を及ぼす者には容赦がなく、特に初対面早々、穎に対して嫌がらせを仕掛けたみさいル小野を目の敵にしている。佐倉のことを気に入っており、彼女のことを「乳姉ちゃん」と呼び、彼女の巨乳を揉んだりつついたり等と、度々セクハラを繰り返す。

### 天使
魔女の天敵。天使に殺されると、病死・自然死と同様、蘇生術が通用しない。天使たちはすべての魔女を、敵対する悪魔の使いと思い込んで忌み嫌っており、そのため魔女は殺戮の対象でしかない。レジャー感覚で魔女を殺そうとするコアントローなどはその典型例だが、シードルはさらに「魔女=ペット」というステータスを確立させようとする。登場した二人は両者ともピンクの髪と金色の瞳だが、種族的特徴なのか血縁なのかは不明。
人間界での800年前、人間たちを操り「魔女狩り」を引き起こし、人間界と魔女界の交流を断絶させて以来動きが無かったが、久しぶりに人間界に現れた魔女（トルテたち）に、コアントローとシードルはいち早く目をつけた。
コアントロー（コアントロー）
魔女を殺すために地上に降りた天使。だが、ドジな性格のために失敗を繰り返す。ある一件において、『デジキャラット』のでじこのコスプレ姿で人間界へ来るも、ひょんな事からトルテと仲良くなる。シードルには全く頭が上がらないが、自分以外にまともに付き合ってくれる友人がいないのを見抜いており、その点を心の中で見下していた。
シードル（シードル）
最も残酷で頭の切れる天使。研究好きで、自分の探究心のためになんでもやる。沈着冷静だか、コアントローを玩具や奴隷のように扱う腹黒かつドSな性格。
インターネットで「ドロシー」というネームでトルテに近づいたり、トルテそっくりのロボット「TOR-01」を作ったことがある。

### ご主人様の家族・関係者
海原 星歌（うみはら せいか）
ウニの妹で、幼稚園児（後に小学校に進級）。兄を慕っている。主に制服姿でいる事が多い。護身用に母から渡されたメリケンサックを持ち歩いている（主にみさいル小野を攻撃している）。パラレルワールドのウニを見てトラウマになってしまった事もある。
吉野 環（よしの たまき）
ウニと星歌の母で、実力派の大女優。ファンからのプレゼント含め、資産は相当のもの。パワフルでゴーイングマイウェイな性格をしており、ウニや星歌を巻き込むこともあるため、ウニにとっては困った母。通常のメリケンサックの他、ドリル型（徹の制裁用）等も持ち歩いている。
兼城 徹（かねしろ とおる）
ウニと星歌の父で、人気俳優。天性の女殺しのフェロモンを有しており、女癖の悪さから環の怒りを買い離婚。現在も多額の慰謝料を支払っている。それでも全く懲りておらず、ナンパの現場を環に目撃され、制裁（ドリルパンチ）された事も。
楼家の両親（本名不詳）
髭がダンディでにこやかに笑う勇栄と面立ちのよく似た父と、いつも笑みを絶やさない優しい母。
穎の父（本名不詳）
関東最大の極道・天野組の組長。組員相手には強面だが、一人娘である穎の前では超甘親父となる。あまりに溺愛し過ぎて、穎が出かけている時には彼女の部屋に入ったりしていた（後にバレる）。グラニテが来てからはグラニテにも甘くなった。
辰（たつ）
穎の父の腹心。敵対する関西奥村組の経営する悪徳レストランを丸ごとひとつ潰すなど、実力もかなりのもの。

### その他の人々
浜村通信（はまむらつうしん）
声 - 大川透
ファミ通編集部の編集長。トルテ達には「ハマ師匠」と呼ばれている。
パラレルワールドではファミ通編集部のアルバイトで、編集長は現実世界では編集者のレオナルド海老名になっている。
みさいル小野（みさいるおの）
声 - 保志総一朗
ファミ通編集部の編集者。
常軌を逸したロリコンで、いつもストーカー以上の粘着ぶりでトルテ達（特にグラニテ）の盗撮等を繰り返してはトルテ達をはじめ、佐倉や穎の別人格である銀二などから制裁を受け、最悪の場合は殺されるものの不死身の男（正確には毎回生き返せられたりしているが、ビルから落ちて暫く気絶した後に平然と起き上がっている描写もある）。口癖はなぜか「愛かな」だが、毎回愛の意味を間違えている。
欲望の為なら職権乱用も辞さないなど、その病的なロリコンかつ真性の変態ぶりもあって、トルテ達魔女っ娘や穎からは毛嫌いされ、銀二にも目の敵にされており、ウニをはじめとする他の編集者達にも敬遠されている。
一度はムスカディーヌの魅了の魔法によって大人の女性に惚れ込むが、みさいル視点からはトルテ達と同じ幼女にしか見えておらず、最終話で新たに人間界へやって来た魔女っ娘達のご主人様になろうと迫るも、既に魔女界の掟が撤廃されていたため、新たに来た魔女っ娘達にも危険人物と認識され、袋叩きにされた。
実在の編集者がモデルにもかかわらず、キャラクターとして読者が好感を持てる部分が一切無いであろうと思われる狂人と呼んでも差し支えのない病的な異常性欲者という強烈なディフォルメをされている。
パラレルワールドでは勇敢な好青年となっている。
曼珠沙華可憐（まんじゅしゃげかれん）
声 - 芳野美樹
『月刊コミックビーム』にも作品を描いている女性漫画家。同人活動もしており、ショタコンかつやおい趣味を全開させている。アシスタントや担当には容赦なく、自分好みの美少年は自分の趣味に引きずりこむ。
宇都宮 亜季（うつのみや あき）
中学教諭。曼珠沙華可憐の妹。少年趣味なのは姉と同じ（一応やおいとまではいかないが）。20歳前後のウニと勇栄が中学生だった頃の担任でもあったことから、姉同様相当歳はイっているはずである。
幼い容姿もあいまって、校長をはじめとする校内関係者・生徒たちからの人気は高い。使い魔たち（人間変身時）と知り合い、使い魔たちの憧れの的にもなる。
中倉（なかくら）
美葉の数少ない親友。お互いを「ミッフィー」「ナッキー」と呼び合う。小説を書くのが趣味の、夢見がちで内気な女子。
吉村 潤一（よしむら じゅんいち）
婦女子（佐倉やマカロン含む）に絶大な人気を持つ、天才子役。愛称「ヨシムー」。たくさん勉強していつかはハリウッドに行きたいなど、将来のビジョンも持つしっかり者。ひょんなことからマカロンと知り合い、以後、親しい仲となる。
絵美梨（えみり）
星歌のクラスメイト。魔女になることに強く憧れているが、魔女に関する知識は所詮魔法少女アニメ程度のもの。
タクミ
拾ってきた猫（グリ）にドラゴンゾンビと名づけるなど、動物（で遊ぶこと）がとっても大好きな小学生。ある意味使い魔たちの天敵だが、両親は遅くまで共働きで近所に友達もいないためにただ寂しかっただけだった。

## 作中用語

### 魔法グッズ
魔術大辞典
あらゆる魔法が記載されている。トルテはこれを見ながら魔法薬を作る。
たまげっち
たまごっちに似たデザインの育成ゲーム。たまごっちと違いかなりの種類のペットが存在し、育ったペットが羽化する。しかし虫を出したり、人を食べたりする。背中にあるリセットボタンを押すと全て元に戻る（食われた人も生き返る）。
姉妹品として「黄泉で発見たまげっち」も存在する。
ゼンマイ人形（正式名称不明）
中に髪の毛を1本入れ、背中のゼンマイを巻くと、髪の毛の主の性格が凶暴に、力が10倍になる。ゼンマイが切れると元に戻る。
マジカルペーパー / 代弁紙
魔女界の子供の勉強道具で、見た目はトイレットペーパー。人物名（本名のみ有効）と質問を書いて4回折り、再び開くと質問の答えが書かれている。普通は歴史上の人物相手に使うが、現在生きている者が相手でも使える。
ニジンボースーツ
魔女界で人気だった変身ヒーローものの、子供用玩具のスーツ。着ると同じ技が使える。ただし同じ威力を出すにはそれ相応の精神力が必要であり、まだ精神力の低い子供が着ても技の練習用になる程度のものでしかない。
ダイバダッタ風スーツ（正式名称不明）
まれに、ニジンボースーツでものすごい力を発揮する子供が魔女界にも生まれるので、そういった子供を取り押さえるための大人用スーツ。
チョキ
チェキに似たデザインのインスタントカメラ。写真を使って相手を1回だけ呪える。正面から取った写真しか効果が無いため相手にばれやすいので魔界では人気が無い。
安眠チョコ
食べるといい夢が見られるチョコ。
暗澹チョコ
食べると悪夢が見られるチョコ。トルテが安眠チョコと間違って佐倉に食べさせた。
イメージらくがき帳 & イメージらくがきペン
セットで使用すると、形は絵のままだが描いた人のイメージ通りの物が出てくる。食べ物や人物など、なんでもアリ。
投球フレンドダーツ
当たった箇所に書かれている事項が実際に起こるダーツ板。一人が投げられるダーツは3本まで。
「たらい」等の罰ゲーム系はその場で降りかかり、「飴」「チョコ」などのアタリに当たった際は、誰かの名前を宣言することでその人に叶えてもらえる。ダーツ板の中央には「キス」も存在する。
インビジブルスプレー
身体にかけると、その箇所が30分不可視になる。全身をくらますためには全身にくまなくかける必要がある。
パラレルパステル
鏡に円を描くことにより、鏡の中の反対世界（すなわちパラレルワールド）に通じるゲートを発生させる。反対世界の中では左右が反対になっているだけでなく、人物たちの性格、性別、力関係、身体的特徴などがそれぞれまちまちで現実と反対になっている。

### 魔界通販製品
スペルウォッチ
魔女界でブレイクしている、ポピュラーな腕時計。多機能のようだが、詳細は不明。
魔力増大キャンディー
魔法・運動・精神能力がピーク値の年齢になる。人間も使える。舐めている間有効となる。効果発動時に魔法を使いすぎると、副作用で激痛が襲う（ただし人間には魔力はない為、副作用はない）。
精神交換薬
魔界通販の商品。飲んだ者とすぐ側に居る生物の魂が入れ替わる。元に戻るにはそれらの者同士のキスが必要。
ポーチ
魔法力ペットの犬型人形。主人との接し方により学習し、犬らしくなっていく。プログラムを変えることで戦闘モードも存在する。
絹肌エッセンシャー
繭形のカプセルベッド。一晩寝ればお肌ツルツル。見た目はただの大きな繭にしか見えないので、その日楼家は大騒ぎした（グラニテは魔女界の奇病「繭病」と思い込んだりした）。
運勢逆転ベルト
装備時、運のいいことが起こると、直後に不運が降りかかる。その逆もまた然り。

### その他のアイテム
指輪（正式名称不明）
シードルが「ドロシー」としてトルテと対面した際、お守りの効果があると称してトルテ達にプレゼントした。この指輪をはめている間は魔法が使えなくなってしまうが、指輪を通じて魔女達のデータも取れる。
ツルツル弾
正確には魔法グッズでなく、コアントローが開発した新兵器。これをくらったら小一時間は肉体に何も装着出来なくなる（単に服が小一時間着られなくなるだけ）。

### トルテの魔法薬
勉強嫌いのトルテが、魔法薬関連のみ同世代の中で頭ひとつ飛びぬけているのは、姉サバランが根気よく教えたからである。
歳をとるチョコ
トルテたち魔女の場合、300年ものでも見た目に変化はほとんど見られない。ただし人間だと一撃死。
若返りのクッキー
重役会議にも使われたり、“昔どちらがより美しかったか勝負”にも使われたり、編集部内でのイベント用アイテムとして大活躍する。
変身クッキー
額に乗せ、変身したいものをイメージするとクッキーの色が変わり、その状態で服用すれば30分間イメージどおりのものに変身できる。アッサムがアッサムジェットという戦闘機、使い魔たちが人間に変身したり、穎に戻れなくなった銀二を戻すのに一役買ったりなど、使用頻度は高い。
分身魔法のクッキー
今度こそウニの役に立とうと、トルテが時間をかけて製作。しかし本来は4000歳になってから習うほどの高度な魔法であり、トルテの魔法は失敗して性格に偏りが生じ、超おしとやかなトルテと超凶暴なトルテとに分身してしまう。
惚れ薬
佐倉の依頼で製作。薬を飲んだ者が惚れる対象は、薬を飲ませた者ではなく作った者。
花粉症治療薬
佐倉の花粉症を治すために製作。調合の段階で適当な材料を入れ込んだため、しゃっくりで時間を停止・再生できる能力が付加するおまけつき（しかも花粉症が前より悪化した）。
魅了の魔法の薬
ムスカディーヌの指導を受けて製作。出来上がりにムラが生じたためか、そのとき部屋にいた全員がかかるほど強力なものに。
逆転クッキー
誤ってウニを女にしてしまった魔法を応用させて製作。服用した者のイメージはそのままに、異性に変身する。
なりきりクッキー
物語（小説や漫画など何でも）を読みながら服用することにより、そのとき一番感情移入していたキャラクターとなって、物語の世界に入ることができる。物語どおりの展開が進むだけでなく、行動しだいで物語が書き換わる。
シースルークッキー
吉村潤一のトレーディングカードのダブりに悩むマカロンのために製作。服用後5分ほど、集中力に応じた透視能力を得ることができる。
腰痛治療クッキー
トルテの行きつけである漢方薬屋のおじいさんの腰痛を治した。このころには、魔法薬もだいぶ手馴れている。

### マカロンの召喚魔
マカロンが召喚できる魔物は101種にも及ぶ（本人談）。
ムイムイちゃん
レベル1の召喚魔。虫程度の大きさで、相手に与えるダメージは、服の内側に入って不快にさせる程度。
ベルフェちゃん
レベル10の召喚魔。いかにも悪魔然とした姿をしているが、性格は気さく。みさいル小野の腹の中に召喚される（それを目撃した佐倉は恐怖のあまり嘔吐した）。
ドラゴちゃん
レベル80の召喚魔。巨躯を持つ竜で、ビル一つをやすやすと壊してしまう。
ユカちゃん
レベル4の召喚魔。犬の1万倍の嗅覚を持つ小動物で、警察犬のように使われることがほとんどだが、臆病かつ気まぐれなので、目標にたどり着くまでに相当な回り道をすることもしばしば。
メタちゃん
レベル3の召喚魔。プリン状の小型生物。外見を自分の大きさとそれほど変わらないものに変化させることができる。自分より大きなものは、毛布等を取り込んで容積を増やすなど工夫する。
エルバンちゃん
レベルは不明。ニジンボースーツを着たみさいル小野にあっさりやられる。
サイクちゃん
レベルは不明。筋骨隆々の一つ目巨人。厳つい外見と裏腹に礼儀正しく優しい性格。アマゾンでワニを屠る。
ナンバー7676/ナムナムちゃん
召喚魔ではなく、シードルが作った新造生物で、巨大スライム状。肌触りの不快感で相手を戦闘不能にする。マカロンの心優しさに触れ、魔女側に寝返るが、シードルの一撃であえなく絶命。
シードルにはナンバー7676と呼ばれてたが、マカロンにはそれに因んでナムナムちゃんと名付けられる。肌触りの不快感で相手を戦闘不能にする。
ベルちゃん
レベル99の召喚魔で、巨大なハエ。ナンバー7676が殺された事により、マカロンが怒りに任せて召喚した。さすがにレベルが高すぎるせいか、マカロンでは制御がうまくいかず。
ピッキーちゃん
レベル2の召喚魔。発光する触角を持つ。その光は、エレベーター内を50度にするほどの熱量も放射する。
ブリージちゃん
レベル17の召喚魔。小さな雪だるまのような外見。かなりの冷却能力を持つ。
ナジメドちゃん
レベルは不明。ボクサーのようなグローブを装備している4本腕の魔物。外見どおりの肉弾戦型。
ハスちゃん
レベル33の召喚魔。6本足と多数の目を持つクラゲ状生物。足で相手を捕らえ、目からビームで攻撃。
ギルちゃん
レベル66の召喚魔。胴の長い巨大生物。狙った相手をどこまでも追いかけていく。
マルコシちゃん
「天からトルテ！×3」で登場。レベル62の召喚魔。翼と長い尾を持つ狼のような外見。車をやすやすと破壊できるほど大きい。

## 派生作品

### 天からトルテ！×3
「×3」は「バイスリー」と読む(一話分のページ数が天からトルテ！の3倍(24ページ)である事に由来する)。グッズの一環として、月刊ファミ通ブロス2000年6月号より連載された（単行本は2001年に発行、後に新装版の天からトルテ！の第6巻に再収録された）。トルテたちが人間界に来る前の、魔女界で修行代表者に選ばれたエピソードが描かれている。
魔女狩りの悪しき記憶以来、人間界との交流を経って7000年が過ぎた（時間軸にずれが生じたため人間界の経過は800年）魔女界では、男子の出生率が極端に落ち子孫繁栄の危機に陥っている。現最高権力者・魔女王は、人間界での魔女の修行の再開を決意した。6000年組以上の魔女たちでは人間界への偏見が強いという理由から、一番幼い3000年組に白羽の矢が立った。3000年組を架け橋とし、6000・9000年組の相手を人間界で見つけ、子孫を残すという計画も兼ねられている。早速トルテたち3000年組が、修行代表者を選ぶ試験を受けることになった。

#### キャスト
以下のキャラクターは「×3」のみの登場となる。
魔女王
現在の魔女界の最高権力者であり、グラニテの母。父親が人間であり（そのためグラニテはクォーターであると推測される）、ほかの魔女たちが反対する中でも人間を信じている。魔女狩りにおける天使たちの暗躍を感じ取っており、魔女界の滅亡を避けるために魔女の修行の再開を決定した、革新的思想を持つ人物。娘であるグラニテにも女王として接していたが、グラニテが修行に向かう直前、ようやく母親の顔を見せる。
ドラジェ（ドラジェ）
トルテとサバランの父。評議会議員の一人で、かなりの高官であることは間違いない。宮殿で働いており、滅多に家には帰れない日々を送る（そのためトルテの世話はサバラン任せ）。娘思いの父親で、トルテが修行代表者に選ばれたときも、最後の最後まで反対して泣き通す。
パネトーネ（パネットーネ）
トルテとサバランの母で、ドラジェの妻。夫と同様評議会議員で、魔女王をそっと諌めることのできる立場にある。子離れできないドラジェや、結婚など浮いた話の無いサバランのことなど、気苦労が絶えない様子。

### 小説
1998年5月3日に、アスペクト（ログアウト文庫）より『天からトルテ! ガニメデ曜日は大パニック!』が出版された。著者は金井哲夫。近藤はカバーと挿絵を担当した。

### ドラマCD
キングレコードより1998年4月24日に発売された。全1巻。トルテ役の丹下桜が歌う挿入歌「QT」が収録されている。
エクレア、グラニテが登場する2巻の発売も予定されており、『たかまれ!タカマル』連載開始後に誌面で告知していた事があった。